# Caraparí
Caraparí ist eine Ortschaft im Departamento Tarija im südamerikanischen Andenstaat Bolivien.

## Lage im Nahraum
Caraparí ist der zentrale Ort des Municipios Caraparí im südwestlichen Teil der Provinz Gran Chaco. Die Ortschaft liegt am Oberlauf des Río Caraparí auf einer Höhe von 823 m zwischen dem Höhenzug der Serranía Aguaragüe im Osten und der Serranía Itaú im Westen, 40 Kilometer nordwestlich der Stadt Yacuiba.

## Geographie
Caraparí liegt am Südostrand der bolivianischen Anden-Kette im Tiefland des subtropischen Gran Chaco, der sich über Nordwest-Paraguay, Nordost-Argentinien und Südost-Bolivien erstreckt. Das Klima ist subtropisch mit heißem feuchten Sommer und mäßig warmem und trockenen Winter.
Die Jahresdurchschnittstemperatur liegt bei knapp 22 °C, die durchschnittlichen Monatswerte schwanken zwischen 15 °C im Juni/Juli und 26 °C im Januar (siehe Klimadiagramm Yacuiba). Der Jahresniederschlag beträgt knapp 1100 mm, bei einer viermonatigen Trockenzeit von Juni bis September mit Monatsniederschlägen unter 15 mm und einer Feuchtezeit von Dezember bis März mit 160–200 mm Monatsniederschlag.

## Bevölkerung
Die Einwohnerzahl von Caraparí ist in den vergangenen beiden Jahrzehnten auf ein Mehrfaches angestiegen:
| Jahr | Einwohner | Quelle       |
| ---- | --------- | ------------ |
| 1992 | 490       | Volkszählung |
| 2001 | 1074      | Volkszählung |
| 2012 | 3549      | Volkszählung |
| 2024 |           | Volkszählung |

Das Schicksal des Ortes war über die letzten Jahre eng an den Auf- und Abstieg der Erdgas-Förderung der Region gebunden. Seit dem Nachlassen der Gasförderung von San Alberto gibt es in der Region kaum noch reguläre Arbeitsplätze, wovon auch Dienstleister wie Gaststättenbetriebe betroffen sind.

## Verkehrsnetz
Caraparí liegt in einer Entfernung von 241 Straßenkilometern östlich von Tarija, der Hauptstadt des Departamentos.
Durch Caraparí führt die Nationalstraße Ruta 29, die in nördlicher Richtung nach Palos Blancos führt und dort auf die Ruta 11 trifft. Diese führt 173 Kilometer nach Westen und trifft acht Kilometer vor Tarija auf die Ruta 1, die von dort aus nach Norden den gesamten Altiplano durchquert und über die Großstädte Potosí, Oruro und El Alto schließlich Desaguadero an der peruanischen Grenze erreicht.
In östlicher Richtung führt die Ruta 29 zu dem 23 Kilometer entfernten Ort Campo Pajoso, wo sie auf die Tiefland-Magistrale Ruta 9 trifft. Diese führt von Yacuiba an der argentinischen Grenze im Süden über die Metropole Santa Cruz ganz nach Norden zur Stadt Guayaramerín im Beni-Tiefland an der brasilianischen Grenze.
In südlicher Richtung führt von Caraparí aus über 169 Kilometer die Ruta 33 nach Bermejo an der argentinischen Grenze und ist von dort über die Ruta Nacional 50 mit den nordargentinischen Städten Aguas Blancas und Pichanal verbunden.